# إيمليو فيريرا
إيمليو فيريرا (بالإسبانية: Emilio Ferrera)‏ (19 يونيو 1967 في بلجيكا - ) هو مدرب كرة قدم ولاعب كرة قدم إسباني في مركز الوسط. لعب مع نادي رويال أندرلخت وS.C. Eendracht Aalst ‏ وK. Stade Leuven ‏ واتحاد كروسينغ إليويت الملكي لكرة القدم ‏.

## روابط خارجية
- إيمليو فيريرا على موقع قاعدة بيانات كرة القدم.إي يو (الإنجليزية)
- إيمليو فيريرا على موقع Soccerbase.com (مدرب) (الإنجليزية)
- إيمليو فيريرا على موقع عالم كرة القدم.نت (الإنجليزية)